# 上泉氏
上泉氏（かみいずみし）は、日本の氏族の一つ。

## 概要
室町時代から戦国時代にかけて上野国桂萱郷上泉（現・群馬県前橋市上泉）に勢力を持った一族。上泉信綱を輩出した家である。

## 出自
通説では大胡氏の一族とされるが、系譜上の関係は不明。
上泉氏の系譜によれば、初代は一色義直の孫の義秀。当時没落していた大胡氏を復興させるため、祖父義直の命により義秀が名跡を継いで大胡に入ったことに始まるという。義秀は大胡氏を復興させた後、本来の大胡一族に拠点である大胡城を譲り、自らは支城の上泉城を築城し上泉氏を称した。以後は大胡氏を補佐する立場をとり、大胡氏が大胡城を去った後も大胡・上泉周辺に勢力を保持した。ただし、上泉姓に改めたのは信綱のときという説もあり、正確な改姓時期は不明。
また、出自は一色氏と自称するが、遠祖一色義直は丹後一色家当主とは経歴が異なり、義秀父の義春（義直三男）も同様に丹後一色家の人物と別人で、上泉氏と一色氏の系譜関係ははっきりしない。

## 歴史
代々剣術に秀でており、初代義秀は剣術中条流など、時秀は鹿島流、義綱は鹿島神道流を修めており、上泉信綱は新陰流を開いたと伝える。秀胤は後北条氏に仕えたが、泰綱の代に越後の上杉氏に仕官して米沢藩士となった。また信綱三男の行綱の家系が名古屋上泉氏となった。
同時代史料上にみられるのは、長野氏の軍制を記した『上野国群馬郡箕輪城主長野信濃守在原業政家臣録（永禄元戊午年正月廿九日改軍評定到着帳）』がまず挙げられる。下柴砦の主に本国が勢多郡上泉という「上泉伊勢守時則」がみえる。
また、永禄4年（1560年）の『関東幕注文』では白井衆の一員として上泉大炊助がみえる。なお同族とされる大胡氏は厩橋衆である。

## 上泉氏の一族
- 上泉義秀  -  一色氏の出身で上泉氏初代。応仁元年（1467年）、応仁の乱の東軍に参加し討死。
- 上泉秀継  -  信綱の父。信濃守。名前は諸説あって一定しない。通説では秀継（綿谷雪『武芸流派大事典』など）。上泉氏伝承では義綱、『撃剣叢談』では憲綱。
- 上泉秀秋  -  孫次郎または孫四郎。一時的に石森姓を名乗る。名古屋藩に仕えた。次男義郷は岡山藩に出仕[9]。
- 上泉重之  -  大胡重清の弟。大炊介。上泉を称したという。上泉信綱の先祖とする説がある。ただし上泉信綱一族の伝承には存在しない。
- 上泉憲元  -  主水。信綱の弟で、上杉景勝に仕え3000石を有したが、慶長5年に戦死した（富永堅吾『剣道五百年史』）。ただし子孫の上泉家はこの経歴の人物を信綱弟ではなく、孫の上泉泰綱とする。
- 上泉徳弥 - 米沢藩士出身の海軍中将

## 系譜
＊系譜は諸田政治『上毛剣術史』に拠る。
```
一色義直
　 ┃
　義春
　 ┃
上泉義秀
　 ┃
　時秀
　 ┃
　秀継（義綱）
　 ┃
　
信綱

　 ┣━━━━┳━━━┓
石森行綱　小林有綱　
秀胤

　 ┃　　　　┃　　　┃
　秀秋　　　重信　　
泰綱

　 ┣━━━━┓　　　┃
　義郷　　　秀守　　
秀綱

　　　　　　　　　　 ∥
　　　　　　　　　　秀富
　　　　　　　　　　 ┃
　　　　　　　　　　秀風
　　　　　　　　　　 ┃
　　　　　　　　　　秀賢
　　　　　　　　　　 ┃
　　　　　　　　　　秀続
　　　　　　　　　　 ┃
　　　　　　　　　　秀有
　　　　　　　　　　 ┃
　　　　　　　　　　秀易
　　　　 　　　　　　┃
　　　　　　　　　　秀寛
　　　　　　　　　　 ┃
　　　　　　　　　　
徳弥
```